# Halle Open 2018 - Qualificazioni singolare
Le qualificazioni del singolare dell'Halle Open 2018 sono state un torneo di tennis preliminare per accedere alla fase finale della manifestazione. I vincitori dell'ultimo turno sono entrati di diritto nel tabellone principale. In caso di ritiro di uno o più giocatori aventi diritto a questi sono subentrati i lucky loser, ossia i giocatori che hanno perso nell'ultimo turno ma che avevano una classifica più alta rispetto agli altri partecipanti che avevano comunque perso nel turno finale.

## Teste di serie
1. Gilles Simon (primo turno)
2. Guido Pella (primo turno)
3. Evgenij Donskoj (primo turno)
4. Matteo Berrettini (ultimo turno, lucky loser)

1. Nikoloz Basilašvili (ultimo turno)
2. Vasek Pospisil (primo turno)
3. Ivo Karlović (primo turno)
4. Michail Južnyj (qualificato)

## Qualificati
1. Matthias Bachinger
2. Denis Kudla

1. Lukáš Lacko
2. Michail Južnyj

### Lucky Loser
1. Matteo Berrettini

## Tabellone

### Legenda
| - Q = Qualificato - WC = Wild card - LL = Lucky loser | - ALT = Alternate - SE = Special Exempt - PR = Protected Ranking | - w/o = Walkover - r = Ritirato - d = Squalificato |

### Sezione 1
|  | Primo turno | Primo turno        | Primo turno | Primo turno | Primo turno |  |  | Ultimo turno | Ultimo turno       | Ultimo turno       | Ultimo turno | Ultimo turno |  |
|  |             |                    |             |             |             |  |  |              |                    |                    |              |              |  |
|  | 1           | Gilles Simon       | 6           | 67          | 65          |  |  |              |                    |                    |              |              |  |
|  |             | Denis Istomin      | 4           | 7           | 7           |  |  |              | Denis Istomin      | Denis Istomin      | 5            | 2            |  |
|  | WC          | Matthias Bachinger | 5           | 7           | 7           |  |  | WC           | Matthias Bachinger | Matthias Bachinger | 7            | 6            |  |
|  | 6           | Vasek Pospisil     | 7           | 63          | 5           |  |  |              |                    |                    |              |              |  |

### Sezione 2
|  | Primo turno | Primo turno         | Primo turno         | Primo turno | Primo turno |  |  | Ultimo turno | Ultimo turno        | Ultimo turno        | Ultimo turno | Ultimo turno |  |
|  |             |                     |                     |             |             |  |  |              |                     |                     |              |              |  |
|  | 2           | Guido Pella         | Guido Pella         | 4           | 3           |  |  |              |                     |                     |              |              |  |
|  |             | Denis Kudla         | Denis Kudla         | 6           | 6           |  |  |              | Denis Kudla         | Denis Kudla         | 6            | 6            |  |
|  |             | Elias Ymer          | Elias Ymer          | 4           | 3           |  |  | 5            | Nikoloz Basilašvili | Nikoloz Basilašvili | 2            | 4            |  |
|  | 5           | Nikoloz Basilašvili | Nikoloz Basilašvili | 6           | 6           |  |  |              |                     |                     |              |              |  |

### Sezione 3
|  | Primo turno | Primo turno     | Primo turno  | Primo turno | Primo turno |  |  | Ultimo turno | Ultimo turno  | Ultimo turno  | Ultimo turno | Ultimo turno |  |
|  |             |                 |              |             |             |  |  |              |               |               |              |              |  |
|  | 3           | Evgenij Donskoj | 6            | 5           | 1           |  |  |              |               |               |              |              |  |
|  | WC          | Yannick Maden   | 2            | 7           | 6           |  |  | WC           | Yannick Maden | Yannick Maden | 2            | 3            |  |
|  |             | Lukáš Lacko     | Lukáš Lacko  | 7           | 7           |  |  |              | Lukáš Lacko   | Lukáš Lacko   | 6            | 6            |  |
|  | 7           | Ivo Karlović    | Ivo Karlović | 65          | 62          |  |  |              |               |               |              |              |  |

### Sezione 4
|  | Primo turno | Primo turno       | Primo turno     | Primo turno | Primo turno |  |  | Ultimo turno | Ultimo turno      | Ultimo turno      | Ultimo turno | Ultimo turno |  |
|  |             |                   |                 |             |             |  |  |              |                   |                   |              |              |  |
|  | 4           | Matteo Berrettini | 65              | 7           | 7           |  |  |              |                   |                   |              |              |  |
|  | WC          | Dustin Brown      | 7               | 65          | 64          |  |  | 4            | Matteo Berrettini | Matteo Berrettini | 3            | 67           |  |
|  |             | Ruben Bemelmans   | Ruben Bemelmans | 64          | 2           |  |  | 8            | Michail Južnyj    | Michail Južnyj    | 6            | 7            |  |
|  | 8           | Michail Južnyj    | Michail Južnyj  | 7           | 6           |  |  |              |                   |                   |              |              |  |